# The Lord of the Rings: The Return of the King (soundtrack)
The Lord of the Rings: The Return of the King is de soundtrack van de film The Lord of the Rings: The Return of the King. Het album werd gecomponeerd door Howard Shore en kwam uit op 25 november 2003, ongeveer gelijk met de film.

## Tracklijst
Alle muziek is geschreven door Howard Shore, behalve track 19.
| 1.                 | A Storm Is Coming          | 2:52  |
| 2.                 | Hope and Memory            | 1:45  |
| 3.                 | Minas Tirith               | 3:37  |
| 4.                 | The White Tree             | 3:25  |
| 5.                 | The Steward of Gondor      | 3:53  |
| 6.                 | Minas Morgul               | 1:58  |
| 7.                 | The Ride of the Rohirrim   | 2:08  |
| 8.                 | Twilight and Shadow        | 3:30  |
| 9.                 | Cirith Ungol               | 1:44  |
| 10.                | Andúril                    | 2:35  |
| 11.                | Shelob's Lair              | 4:07  |
| 12.                | Ash and Smoke              | 3:25  |
| 13.                | The Fields of the Pelennor | 3:26  |
| 14.                | Hope Fails                 | 2:20  |
| 15.                | The Black Gate Opens       | 4:01  |
| 16.                | The End of All Things      | 5:12  |
| 17.                | The Return of the King     | 10:14 |
| 18.                | The Grey Havens            | 5:59  |
| 19.                | Into the West              | 5:47  |
| Totale duur: 72:05 |                            |       |

| Nr. | Titel             | Duur |
| --- | ----------------- | ---- |
| 1.  | Use Well the Days | 3:10 |

## Hitnoteringen

### NPO Klassiek Filmmuziek Top 200
| Als The Lord of the Rings in de NPO Klassiek Filmmuziek Top 200 | Als The Lord of the Rings in de NPO Klassiek Filmmuziek Top 200 | Als The Lord of the Rings in de NPO Klassiek Filmmuziek Top 200 | Als The Lord of the Rings in de NPO Klassiek Filmmuziek Top 200 | Als The Lord of the Rings in de NPO Klassiek Filmmuziek Top 200 | Als The Lord of the Rings in de NPO Klassiek Filmmuziek Top 200 | Als The Lord of the Rings in de NPO Klassiek Filmmuziek Top 200 | Als The Lord of the Rings in de NPO Klassiek Filmmuziek Top 200 | Als The Lord of the Rings in de NPO Klassiek Filmmuziek Top 200 | Als The Lord of the Rings in de NPO Klassiek Filmmuziek Top 200 | Als The Lord of the Rings in de NPO Klassiek Filmmuziek Top 200 |
| Jaar                                                            | 2016                                                            | 2017                                                            | 2018                                                            | 2019                                                            | 2020                                                            | 2021                                                            | 2022                                                            | 2023                                                            | 2024                                                            | 2025                                                            |
| --------------------------------------------------------------- | --------------------------------------------------------------- | --------------------------------------------------------------- | --------------------------------------------------------------- | --------------------------------------------------------------- | --------------------------------------------------------------- | --------------------------------------------------------------- | --------------------------------------------------------------- | --------------------------------------------------------------- | --------------------------------------------------------------- | --------------------------------------------------------------- |
| Positie                                                         | 4                                                               | 4                                                               | 2                                                               | 4                                                               | 4                                                               | 4                                                               | 5                                                               | 7                                                               | 4                                                               | 3                                                               |